# Petersbach (Schirgiswalde-Kirschau)
Petersbach (hornolužickosrbsky Pětrownja) je vesnice bez statusu místní části, součást města Schirgiswalde-Kirschau v Horní Lužici v německé spolkové zemi Sasko. Nachází se v zemském okrese Budyšín.

## Geografie
Petersbach leží jižně od Schirgiswalde ve Šluknovské pahorkatině. Protéká jím potok Kaltbach, který nedaleko hranice katastrálního území ústí do Sprévy. Nejvyšším bodem je Kälbersteine (487 m). Vsí prochází železniční trať Oberoderwitz – Wilthen, nejbližší nádraží je však v Schirgiswalde.

## Historie
Petersbach byl založen roku 1738 a pojmenován podle svatého Petra. V letech 1851–1933 tvořil samostatnou obec. Od roku 1933 byl součástí Schirgiswalde, od roku 2011 města Schirgiswalde-Kirschau